# Vargasiella
Vargasiella é um género botânico pertencente à família das orquídeas (Orchidaceae).